# 2657 Bashkiria
2657 Bashkiria (1979 SB7) là một tiểu hành tinh vành đai chính được phát hiện ngày 23 tháng 9 năm 1979 bởi Chernykh, N. ở Nauchnyj.